# Thea Rasche
Thea Rasche (Unna, 12 de agosto de 1899 – Essen, 25 de febrero de 1971) fue una aviadora alemana y la primera mujer en realizar una acrobacia aérea en Alemania.

## Biografía
Rasche Nació en Unna, con tres hermanos, hijos de Wilhelm Rasche (b. 1865), un dueño de cervecería, y su mujer Theodora Versteegh de Nimega. Después de formarse en la escuela de mujeres en Essen, pasó un año en un internado en Dresde, antes de ir a la Escuela Rural para Mujeres en Miesbach. Rasche trabajó después como secretaria en Hamburgo, donde se interesó por el vuelo, y en 1924 empezó a tomar lecciones con Paul Bäumer en Fuhlsbüttel. En 1925, consiguió la licencia para pilotar, y pronto conseguiría ser la primera mujer alemana en superar el examen acrobático, volando un Udet U 12. Entonces participó pilotando aviones en espectáculos de aire y competiciones en Alemania.
En 1927, su padre le compró un BFW Udet U 12, con número de inscripción D-1120, y en julio, voló hacia los Estados Unidos, el primer de cinco viajes. Rasche primero voló de Berlín a París (dónde  conoció a Richard E. Byrd), y después a Londres. Seguidamente voló a Southampton donde Juan de la Cierva estaba con su aeronave a bordo del SS Leviathan para viajar a Nueva York, junto a pasajeros como Cdr.Byrd y Clarence Chamberlin. En los Estados Unidos, Rasche participó en varias competiciones. El 12 de agosto de 1927, al regresar a Nueva York,  intentó volar bajo un puente en Albany, el motor de su avión falló, y tuvo que aterrizar en el Río Hudson. Afortunadamente, su aeronave estaba asegurada, y pronto obtuvo otra aeronave, D-1229, de Alemania. El 28 de septiembre de 1927, su avión chocó en el aeropuerto Dennison en Quincy, después de que el motor fallara; Rasche resultó ilesa, y el avión sufrió daños leves.
En 1927 y 1928, regresó a los Estados Unidos para organizar un vuelo de regreso a Alemania a través del Océano Atlántico, pero estos planes no llegaron a nada debido a la falta de patrocinio financiero. En 1929, Rasche participó en el Women's Air Derby, conocido como "Powder Puff Derby", la primera carrera aérea oficial solo para mujeres en los Estados Unidos. También se convirtió en la primera mujer en unirse al exclusivo club "Quiet Birdmen", y fue miembro fundador de "Noventa y nueve", un grupo de 99 mujeres piloto que lucharon por el adelanto de la mujer en la aviación.
Rasche participó en más exhibiciones de vuelo y vuelos de diferentes tipos en Alemania, y en 1932 se convirtió en la primera mujer en Alemania en obtener una licencia de hidroavión. Sin embargo, las dificultades financieras la obligaron a abandonar su carrera como aviadora, y desde 1933 trabajó como editora de la revista Flug-Illustrierten ("Flight Magazine"). En 1934, voló como pasajera a bordo del Douglas DC-2, pilotado por Koene Dirk Parmentier, para informar sobre la MacRobertson Air Race desde Inglaterra a Australia. En 1935, se convirtió en periodista independiente.
Rasche permaneció en Alemania durante la Segunda Guerra Mundial, formándose como enfermera en Berlín durante 1945. Rasche se había unido al Partido Nazi en 1933, y después fue miembro del Nationalsozialistisches Fliegerkorps. Compareció ante un Tribunal de Desnazificación en Berlín en mayo de 1947, que dictaminó que sólo había sido miembro nominal del partido.
Después de la guerra, vivió en los Estados Unidos hasta 1953, año que regresó a Alemania.  Rasche murió en Rüttenscheid, Essen, el 25 de febrero de 1971.
Hay tres calles que llevan su nombre en Alemania: Thea-Rasche-Straße en Fráncfort del Meno, Thea-Rasche-Weg en Freudenstadt y Thea-Rasche-Zeile en Berlín, cerca del RAF Gatow.